# Petit capricorne
Cerambyx scopolii
Espèce
Le Petit capricorne (Cerambyx scopolii) ou capricorne de Scopoli est une espèce de coléoptères phytophages et xylophages appartenant à la famille des Cerambycidae.

## Description
Entièrement noir et luisant, il mesure de 17 à 28 mm. Ses antennes sont longues d'où les noms de capricorne, longicorne ou barbot à antennes.
Selon certains auteurs, ces antennes démesurées servent de balancier en vol.

## Distribution
Commun en France, il se trouve dans toute l'Europe jusqu'au Caucase, ainsi qu'en Afrique du Nord, au Moyen-Orient et en Amérique du Nord (Québec).

## Biologie
Période d'apparition : avril à août.
Les larves sont xylophages ; les adultes se nourrissent de pollen.

## Habitats
Lisières et clairières des forêts. Sur les fleurs des sureaux, spirées et des ombellifères.